# Allen Funt
Allen Albert Funt (New York, 16 settembre 1914 – Pebble Beach, 5 settembre 1999) è stato un produttore televisivo, regista televisivo e sceneggiatore statunitense, meglio noto per essere stato il creatore e conduttore del programma televisivo Candid Camera dalla sua nascita, nel 1948, fino al 1992.

## Primi anni e istruzione
Funt è nato a New York da una famiglia di ebrei americani. Il padre, Isidore Funt, vendeva diamanti all'ingrosso, mentre la madre era Paula Saferstein Funt.
Diplomatosi all'età di 15 anni, era troppo giovane per iscriversi all'università, e frequentò quindi il Pratt Institute di Brooklyn. In seguito si laureò in belle arti alla Cornell University, studiò gestione aziendale alla Columbia University e poi tornò all'istituto Pratt per perfezionare gli studi artistici.

## Carriera

### Radio e televisione
Istruito nell'arte commerciale, Funt lavorò all'interno del dipartimento artistico di un'agenzia pubblicitaria, per poi trasferirsi nel dipartimento radiofonico. Tra i suoi primi lavori in radio, scrisse per il game show Truth or Consequences e assistette la first lady Eleanor Roosevelt nei suoi commenti radiofonici.
Fu chiamato a servire nell'esercito durante la seconda guerra mondiale e venne stanziato nell'Oklahoma, dove servì presso i Signal Corps realizzando trasmissioni radiofoniche. Diede inizio al suo show su ABC Radio Network il 28 giugno 1947, con il nome The Candid Microphone, che si concluse il 23 settembre 1948. Il programma venne riportato su CBS dal 6 giugno al 29 agosto 1950. Funt sperimentò una versione televisiva dello show realizzando alcuni corti teatrali noti come Candid Microphone. Da questi corti nacque il programma televisivo vero e proprio, Candid Camera, che debuttò il 10 agosto 1948. Il programma andò in onda sulle tre maggiori emittenti televisive e in syndication sempre condotto da Funt, finché non fu costretto ad abbandonare il programma nel 1993 a causa di un ictus. La versione in syndication di Candid Camera andò in onda dal 1974 al 1979; tra i vari co-presentatori del programma che si susseguirono ci furono John Bartholomew Tucker, Phyllis George e Jo Ann Pflug.

## Vita privata
Nel 1946, Funt sposò Evelyn Michal (1920–2014), da cui ebbe tre figli, Peter, Patricia e John. Nel 1964 la coppia divorziò e lo stesso anno Funt sposò Marilyn Laron, dalla quale ebbe due figli, Juliet e William, e divorziò poi nel 1978. Funt ebbe in tutto sette nipoti.
Dopo l'ictus avuto nel 1993, la salute di Funt peggiorò progressivamente fino alla sua morte, avvenuta nel 1999 a Pebble Beach, undici giorni prima del suo 85º compleanno. Il programma Candid Camera continuò ad andare in onda, dopo la sua morte, sotto la conduzione del figlio Peter Funt.